# Longview Heights
 (septembre 2022).
Longview Heights  est une census-designated place américaine de l'État de Washington dans le comté de Cowlitz. 
La population était de 3 851 habitants en 2010.